# یاکریم اوراسیایی
یاکریم، یاکریم اوراسیایی یا یاکریم معمولی (نام علمی:  Streptopelia decaocto) یک گونه از تیرهٔ کبوتران و بومی آسیا است.
یاکریم بزرگتر از دیگر گونه‌های قمری است و رنگ آن شنی صورتی یا نخودی کم‌رنگ است و نیم‌طوق سیاهی در پشت گردن دارد. پرواز این پرنده با سرعت کم است و بال‌هایش را بسیار کم تکان می‌دهد
خیلی‌ها به اشتباه به این پرنده پاختر می‌گویند اما اسم اصلی این پرنده یا کریم است.

## تمایز با دیگر گونه‌های قمری
قمری خانگی که در شهر و روستاها به سر می‌برند، که در بیشتر گویش‌های ایرانی به آن کبوتر باغی، یا گاه «یاکریم» نامیده می‌شود. در نواحی شمال شرقی ایران به‌ویژه خراسان این پرنده با نام موسی کو تقی شناخته می‌شود. از سویی یاکریم در باغات دور از شهر و روستاها به سر می‌برد و با تکرار صدای «کو کو» شناخته می‌شود تا جایی که در بعضی نواحی مانند گناوه به کوکو مشهور است و بر خلاف قمری خانگی طوق دارد.
تفاوت یاکریم اوراسیایی با یاکریم سرخ رنگ روتنه شنی آنست، درحالی‌که یاکریم سرخ روتنه قرمز - قهوه‌ای دارد. هر دو پرنده طوق سیاهی در پشت گردن دارند. قمری خانگی نیز در شکل و اندازه مانند یاکریم سرخ است با این تفاوت که طوقی در گردن ندارد.

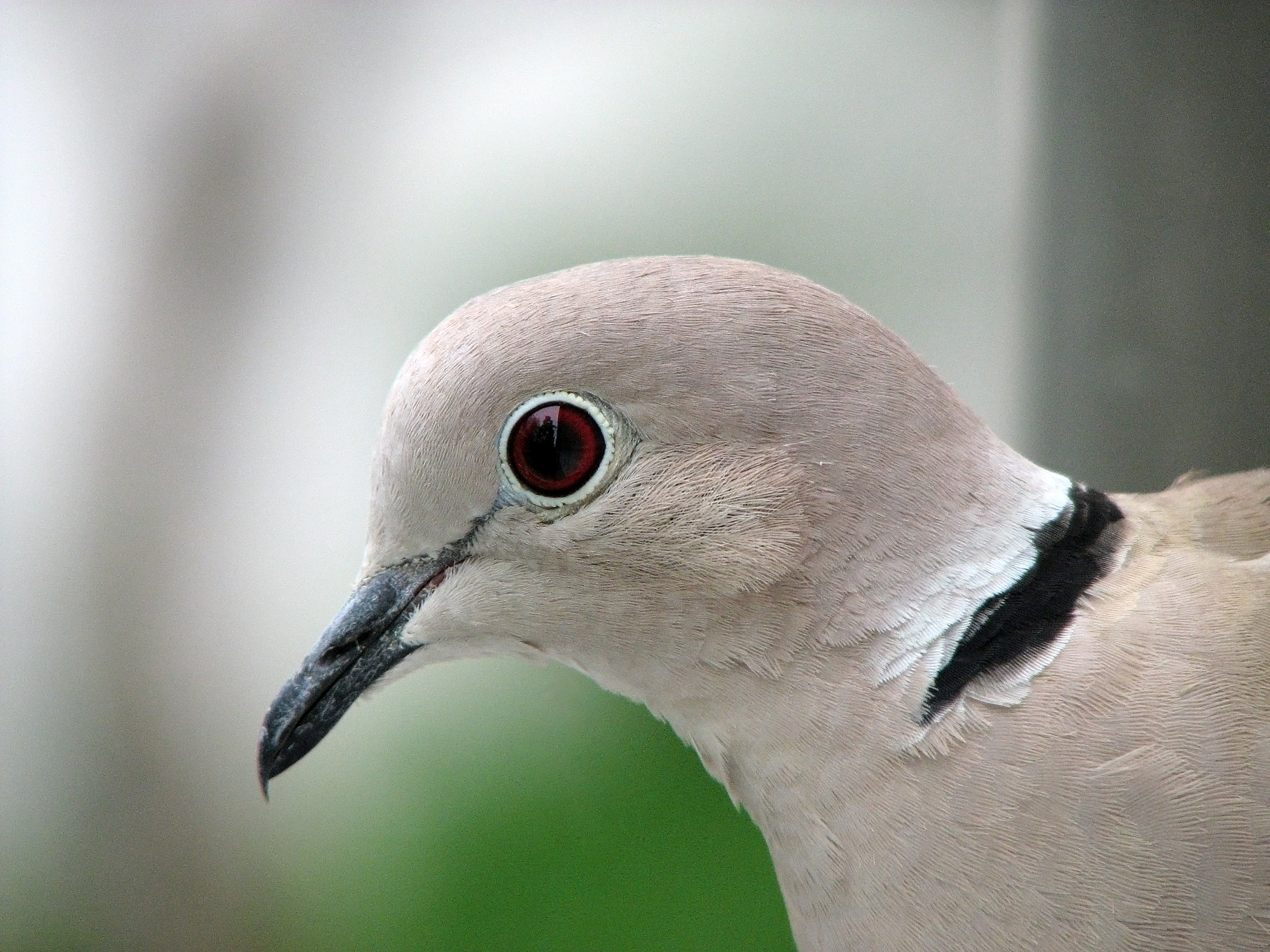
سر و گردن یاکریم

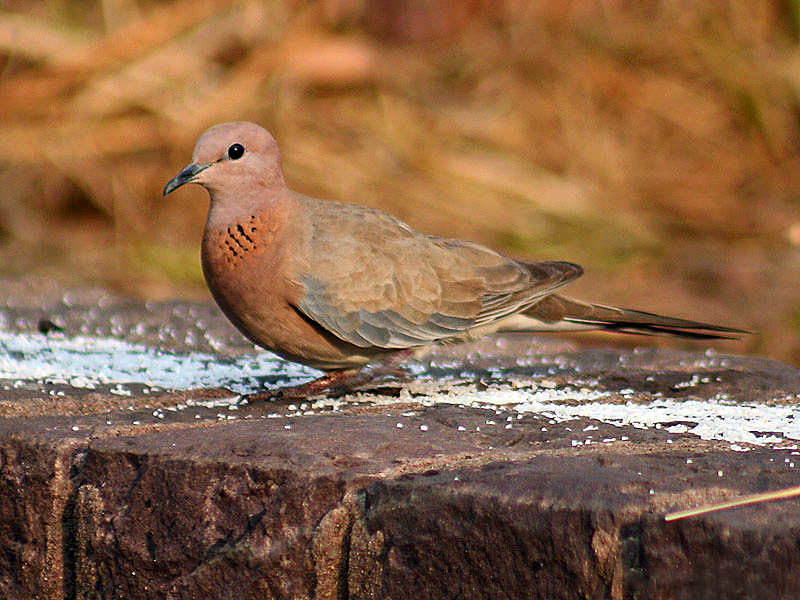
این پرنده قمری خانگی است که گاه «یاکریم» نامیده می‌شود.

## نگارخانه

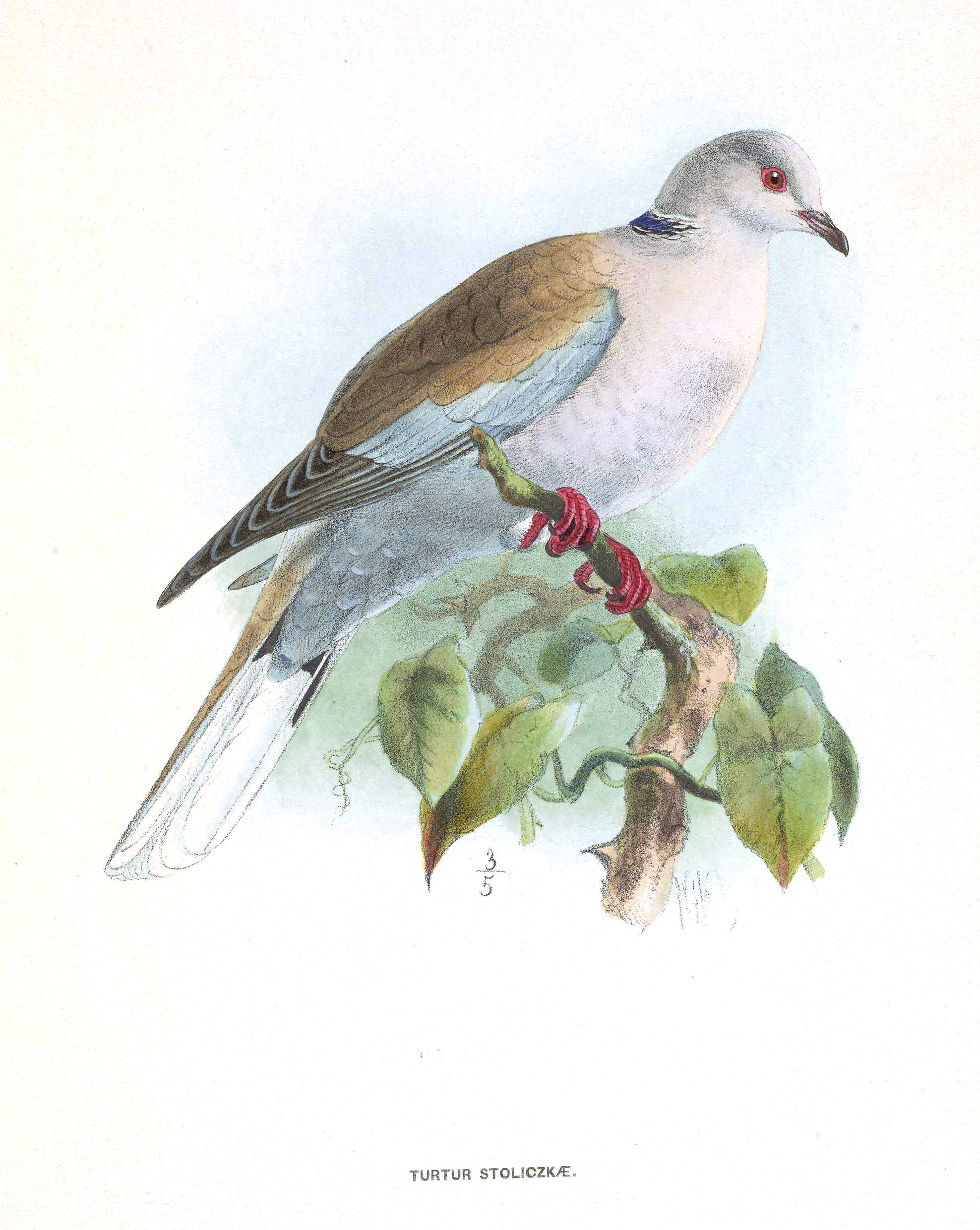
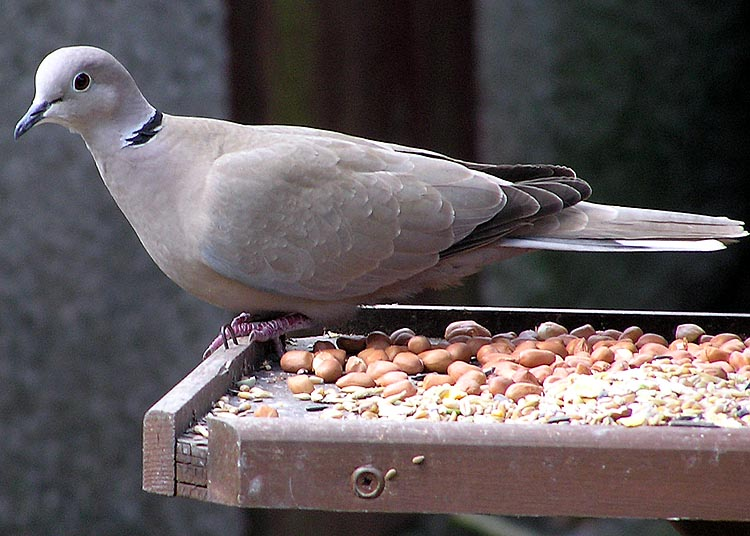
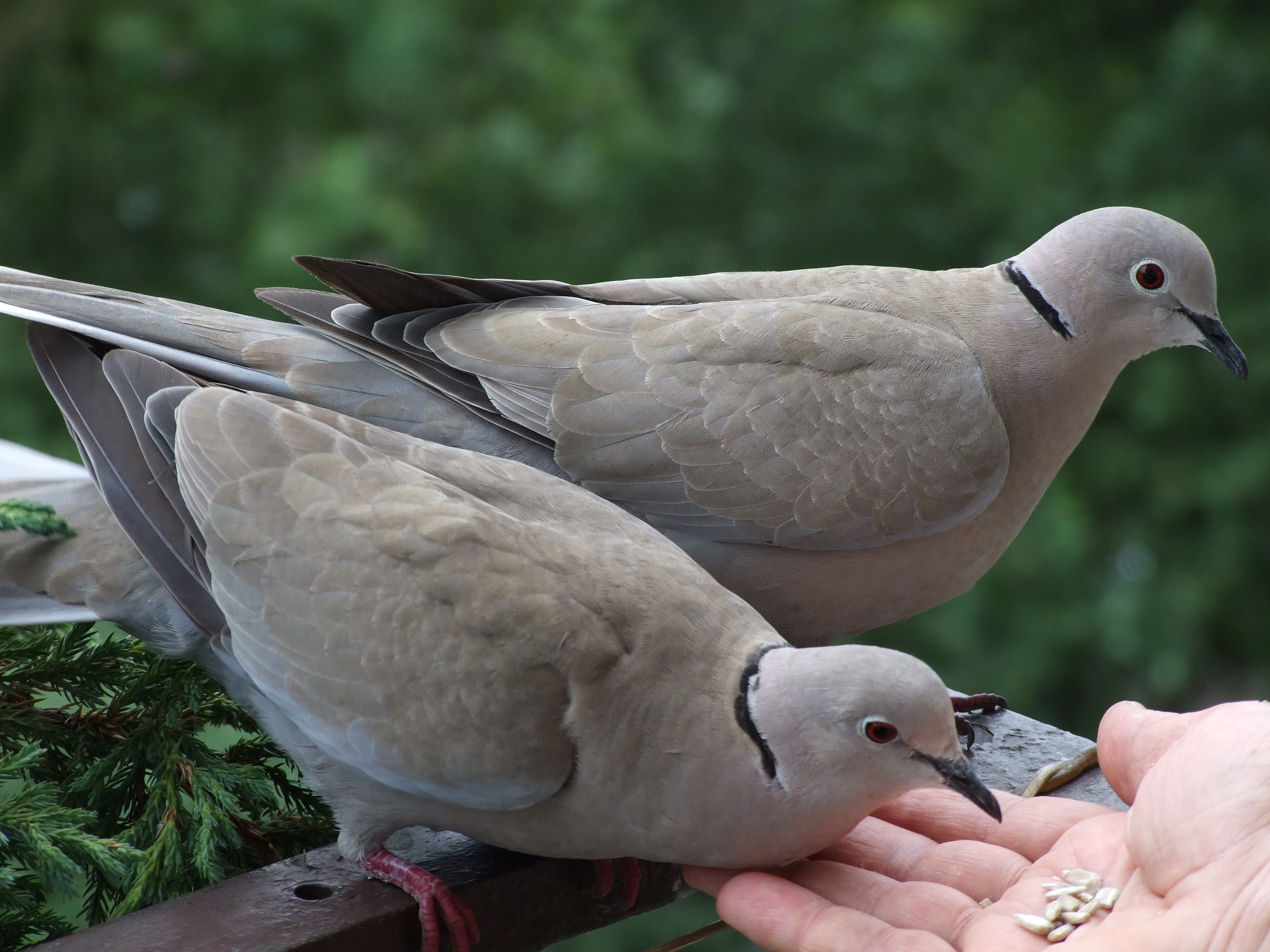
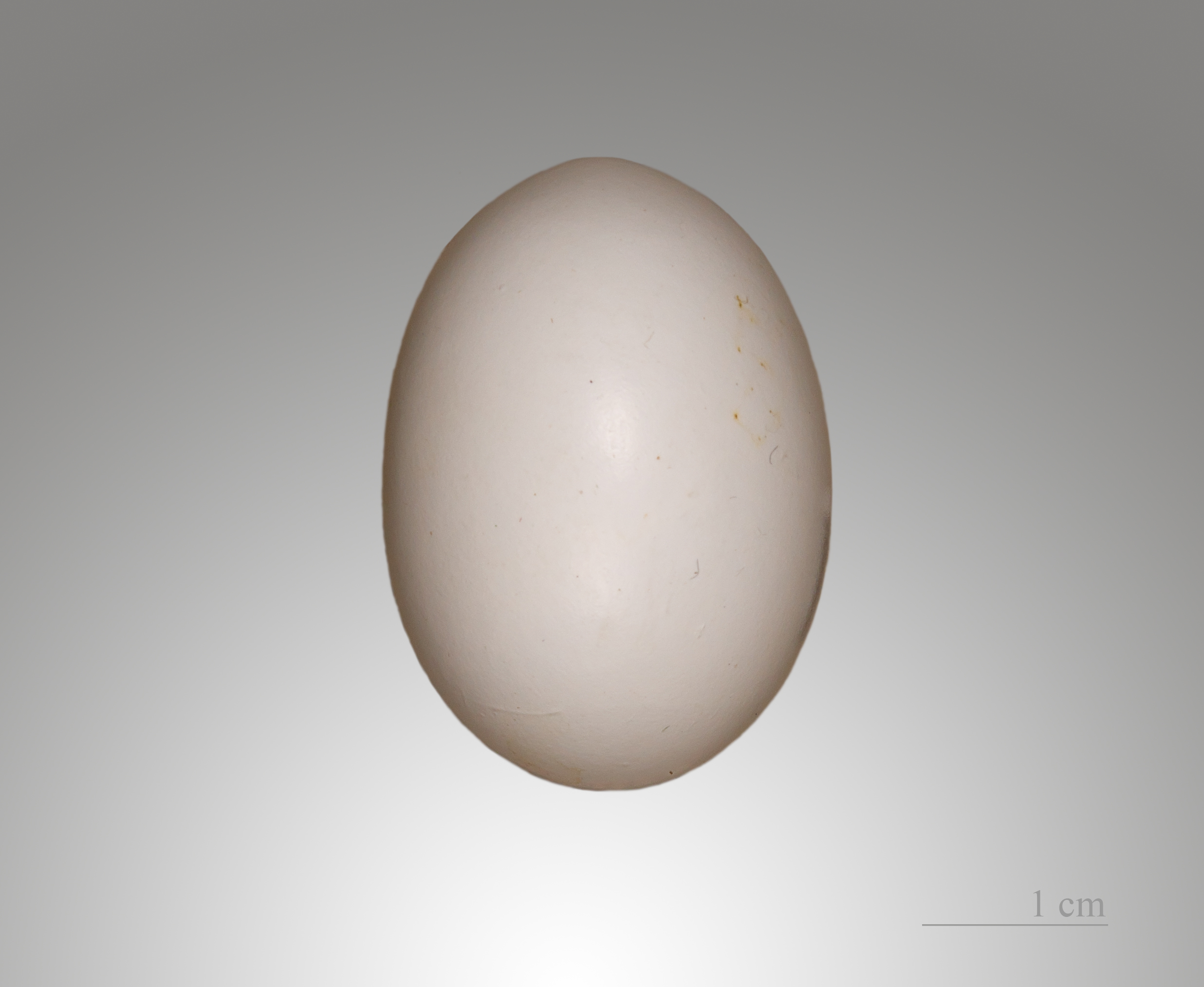